# .cat
.cat este un domeniu de internet de nivel superior, pentru limba/cultura Catalană (GTLD).